# Eugénio da Cunha e Freitas
Eugénio Eduardo de Andrea da Cunha e Freitas ComIH (Lisboa, São Sebastião da Pedreira, 30 de Agosto de 1912 - Vila do Conde, Vila do Conde, 10 de Dezembro de 2000) foi um advogado, historiador e genealogista português.

## Biografia
Filho de Artur Vital da Cunha e Freitas (Funchal, 17 de Maio de 1880 - Lisboa, 21 de Março de 1951), Capitão, Cavaleiro da Ordem Militar de São Bento de Avis a 11 de Março de 1919, Comendador da Ordem Militar de São Bento de Avis a 11 de Janeiro de 1921 e Comendador da Ordem Militar de Nosso Senhor Jesus Cristo a 17 de Novembro de 1938, e de sua mulher Júlia Soares de Andrea (Oeiras, Paço de Arcos, 5 de Julho de 1890 - ?), filha de Eugénio de Oliveira Soares de Andrea e de sua mulher Júlia de Campos Ferreira de Lima, sobrinha-bisneta por varonia do Barão de Caçapava, no Brasil, cujo avô materno era Italiano de Génova, e neta materna do 1.º Visconde de Ferreira de Lima, o qual, como sua mulher, era de ascendência Judia Sefardita.
Era licenciado em Direito pela Faculdade de Direito da Universidade de Lisboa.
Teve cargos públicos e institucionais importantes: pertenceu ao Ministério Público no Tribunal de Lisboa, foi nomeado Administrador do Concelho de Sesimbra em 1935, posteriormente nesse ano ocupou o lugar exercendo as funções de Secretário da Câmara dos Administradores de Falências na Comarca do Porto, onde permaneceu até à sua reforma, em 1982, foi Vogal da Comissão de Etnografia e História da Junta de Província do Douro Litoral de 1947 a 1980, foi o primeiro Director do Boletim da Associação Cultural "Amigos do Porto" entre 1951 e 1959, Delegado da Junta Nacional da Educação no Concelho de Vila do Conde, Presidente da Assembleia Geral da Santa Casa da Misericórdia de Azurara, e Director da estimada revista "O Tripeiro" entre 1961 e 1973.
Dedicou-se a estudos históricos. Pertenceu a inúmeras e diversas instituições culturais: a Associação dos Arqueólogos Portugueses, a Sociedade Histórica da Independência de Portugal, a Academia Portuguesa da História, onde foi Académico de Mérito a partir de 1992, a Associação Cultural dos Amigos do Porto, a The American International Academy, a Academia Nacional de Belas-Artes, a Associação Portuguesa de Genealogia, a Sociedade de Estudos Medievais, a Associação Portuguesa de Ex-Libris, entre outras.
Tem um copioso trabalho publicado em jornais e revistas e "obras de fundo, com realce para temáticas da História, da Etnografia e da Genealogia e, muito especialmente, para a História dos Concelhos do Porto e de Vila do Conde". A sua obra "é prolixa e vasta e a que deixou manuscrita monumental". Ao longo de sessenta anos de investigação, redigiu cerca de quatrocentos trabalhos, muitos deles sobre o Porto. "Notícias do Velho Porto" reúne alguns textos sobre esta cidade. Foi Colaborador da Grande Enciclopédia Portuguesa e Brasileira. Publicou, entre outros:
- Apontamentos para a genealogia da família Soares de Andrea, Lisboa, 1934[3]
- Navarros de Andrade. Subsídios para a genealogia da família Campos, de colaboração com José Augusto de Macedo de Campos e Sousa, Braga, 1935[3]
- Barões-Viscondes de Vila Nova de Foscoa, Braga, 1937[3]
- As Capelas de São Domingos do Pôrto, Porto, 1939[3]
- Breve Memória do Mosteiro de Nossa Senhora da Conceição em Leça de Matozinhos, Porto, 1940[3]
- O cónego Gonçalo de Sousa Falcão, Vigário Geral do Arcebispado da Baía. Notas biográficas, Lisboa, 1940[3]
- Um poeta transmontano na Inquisição, Francisco Furtado de Mendonça, s/l, 1941[3]
- O Prestimónio de Avioso na Terra da Maia, Porto, 1941[3]
- A Lembrança Quinhentista do Escrivão Jorge Aranha de Vasconcelos, Porto, 1942[3]

Colaborou no Arquivo Histórico da Madeira, no Boletim Cultural da Câmara Municipal do Porto, no Livro da Nobreza, na Revista do Instituto de Estudos Genealógicos de São Paulo, etc.
"Foi um bibliófilo e coleccionador, deixou um legado raro e variado de livros, folhetos e preciosidades manuscritas".
A 11 de Fevereiro de 1984 foi feito Comendador da Ordem do Infante D. Henrique.
Irmão do Capitão-de-Mar-e-Guerra Luís Adriano de Andrea da Cunha e Freitas, Cavaleiro da Ordem Militar de São Bento de Avis a 14 de Outubro de 1950, Oficial da mesma Ordem a 8 de Maio de 1953, Comendador da mesma Ordem a 17 de Fevereiro de 1960 e Cruz de Primeira Classe com Distintivo Branco da Ordem do Mérito Naval de Espanha a 15 de Novembro de 1977.

## Obras publicadas
- Eugénio Eduardo de Andrea da Cunha e Freitas, Apontamentos para a Genealogia da Família Soares de Andrea, Edição do Autor, Lisboa, 1934